# Todarodes pacificus
Todarodes pacificus é uma espécie de lula da família Ommastrephidae. Este animal vive no norte do Oceano Pacífico, em áreas que rodeiam o Japão, em toda a costa da China até à Rússia, e estendendo a distribuição até ao Estreito de Bering para leste até à costa sul do Alasca, e até ao Canadá. Tendem a aglomerar na região costeira do centro do Vietname.

## Capacidade de "voo"
Este espécie já foi vista a cobrir distâncias de 30 metros acima da superfície da água, presumivelmente para evitar predadores ou guardar energia enquanto migram em vastas distâncias no oceano, utilizando locomoção aérea propulsionada a jato.